# Stara Nekrassiwka
Stara Nekrassiwka (ukrainisch Стара Некрасівка; russisch Старая Некрасовка Staraja Nekrassowka; rumänisch Necrasovca-Veche) ist ein Dorf im Budschak im äußersten Südwesten der Ukraine mit etwa 3000 Einwohnern (2024).

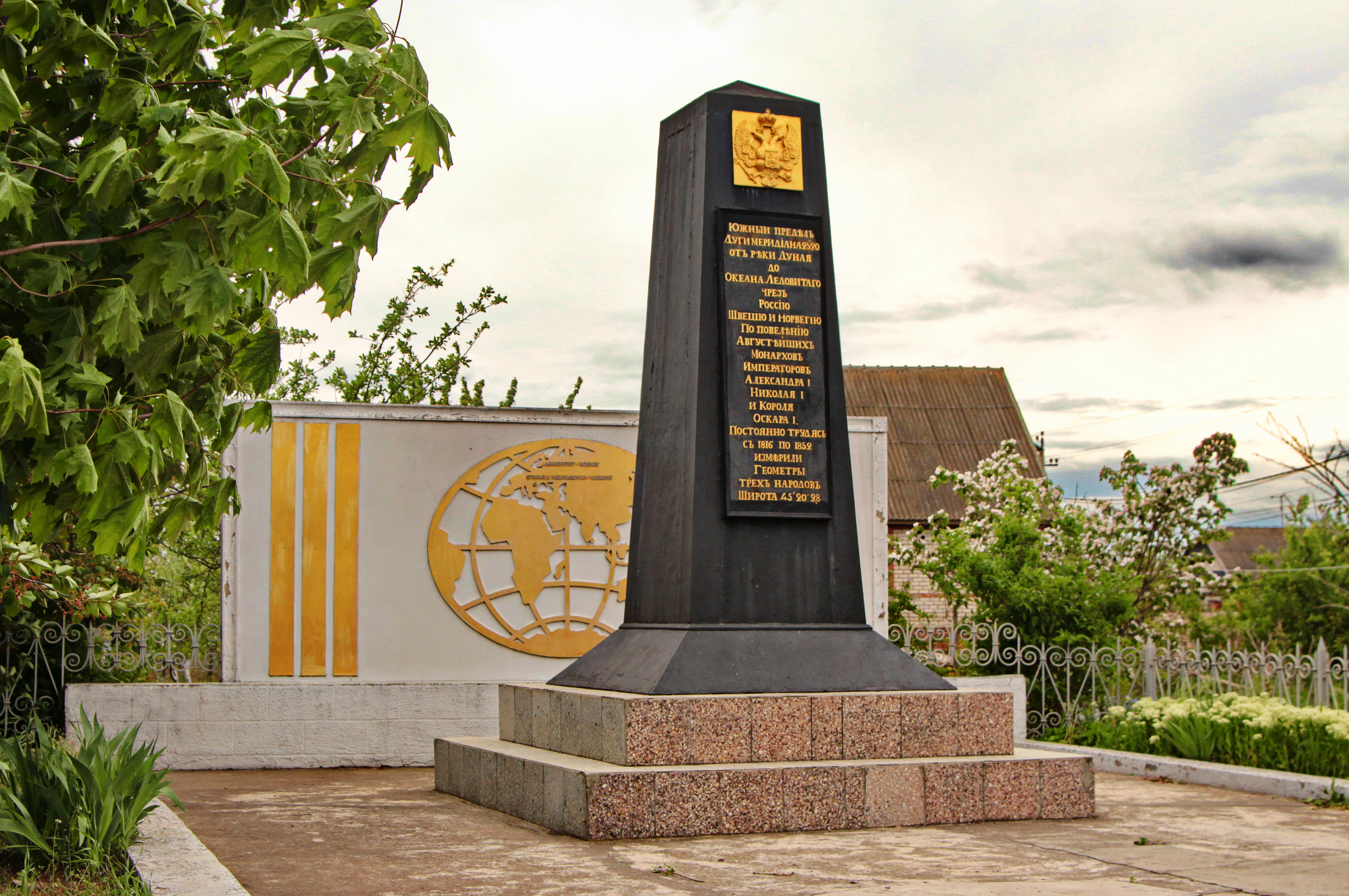
Südlichster Punkt des Struve-Bogens in Stara Nekrassiwka

Das Dorf liegt am Nordufer des Kilijaarms, dem nördlichsten Mündungsarm der Donau, die hier die Grenze zwischen Rumänien und der Ukraine bildet. In Stara Nekrassiwka befindet sich der südlichste Punkt des Struve-Bogens, einem UNESCO-Welterbe in der Ukraine, die Stadt Ismajil liegt 4 km westlich des Dorfes.

## Geschichte
Necrasovca-Veche wurde 1814 gegründet. Im Pariser Frieden von 1856, wodurch der Krimkrieg beendet wurde, gelangte das Dorf mit einem Landstreifen im Südwesten Bessarabiens von Russland an das Fürstentum Moldau, musste jedoch im Berliner Friedensvertrag von 1878 an Russland zurückgegeben werden. In der Zwischenkriegszeit gab es im Dorf ein geheimes bolschewistisches Komitee. Mehrere Dorfbewohner nahmen 1924 am Aufstand von Tatarbunary teil, der von Bolschewisten in der UdSSR organisiert wurde. Infolge des Molotow-Ribbentrop-Pakts 1939 wurden Bessarabien, die Nordbukowina und das Herza-Gebiet von der UdSSR annektiert. 1945 erteilten die sowjetischen Behörden dem Dorf den heutigen Namen. Seit 1991 gehört Stara Nekrassiwka zum Rajon Ismajil in der Oblast Odessa der unabhängigen Ukraine.
Am 12. Juni 2020 wurde das Dorf ein Teil der Landgemeinde Safjany; bis dahin bildete es zusammen mit dem Dorf Dunajske die Landratsgemeinde Stara Nekrassiwka (Старонекрасівська сільська рада/Staronekrassiwska silska rada) im Süden des Rajons Ismajil.